# Butaleja (district)
Le district de Butaleja est un district d'Ouganda. Sa capitale est Butaleja.

## Histoire
Ce district a été créé en 2005 par séparation de celui de Tororo.